# 食文化
食文化（しょくぶんか）は、食（食事）にまつわる文化のこと。

## 概要
食文化には、食材の選び方、献立の立て方、調理法といったことから、食器の選び方、また誰と、どのように食べるのか、といったことや、作法・マナーなどに至るまで多くのことが含まれる。
食の頻度、摂取する時刻、なども食文化の要素の一つである。普段は何を食べるか、暦の上で特別な日には何を食べるのか、ということもある。
現代社会のグローバリズムの中で、それぞれの食文化は均一化の方向へ向かっている面もある。欧米企業を主体にしたファストフード店が世界各国に展開していたり、インスタント食品やスナック菓子などが流通していたりするのである。とは言うものの、世界中の各家庭では、親から子へと伝統的な家庭料理が伝授されつづけており、郷土料理の再評価や、地元の食材を用いた料理の評価（地産地消）、「スローフード運動」も起きている。また、跡継ぎ問題もあって家庭料理だけでなく地域固有の郷土料理に詳しい継承者を育てる動きもある。
くらしき作陽大学に、日本初の「食文化学部」が設置されている。

## 各国の食文化
民族や宗教、地域、国家等々によってそれぞれの多様な食文化が存在する。固有のものがある一方で、麺類のように地域・国境を越えて食文化が伝播している場合もある。
たとえばユダヤ教には「カシュルート」や「コーシェル」と呼ばれる食物規定がある。これはもとをたどれば旧約聖書において、食べてよいもの、食べていけないもの、一緒に食べてはいけないものの組み合わせ、動物の屠り方、調理法などに関すること細かに記述・規定されていることによる。厳格な教派においては現在でもこれを厳格に守っているユダヤ教徒が多い。Pesaḥ（ペサハ。過越祭、すぎこしのまつり、ニサン月14日の夜。太陽暦の3月か4月の移動日に始まり一週間つづく）には、先祖がエジプト人の奴隷であった時代にモーセに率いられエジプトを脱出しようとした際、神はエジプト中の赤子を殺したが、小羊の血を家の入口に塗ったヘブライ人の家だけは「過ぎ越した」（殺さなかった）という故事を思い起こし、過越祭の最初の晩には「セーデル」と呼ばれる正餐を催す。小羊・苦菜・マッツァー（種なしパン、膨らますための酵母を入れないパン）を食べる。そして「ハガダー」という、出エジプトに関する物語・詩篇を読み、先祖がエジプトでの奴隷の身分から救出されたことを記念する。 
ムスリム（イスラーム教徒）は、豚肉は不浄のものとして食べない。豚、血、アルコールを含むものは口にしない。鶏、羊などは食べることができるが、さばき方が決められており、神（アッラー）の名を唱えながら鋭利な刃物でさばく、と定められている。イスラム法にかなっている食べ物を「ハラール」という。中東では、ハラールに関して寛容になっているムスリムも増えたが、インドネシアのムスリムの中にはハラールに関して厳密な人も多い。
ムスリムはラマダーン月（イスラム暦の月のひとつ)には、日の出から日没まで断食を行う（また、飲むこと、喫煙、性交、みだらなことを考えること、嘘をつくこと、人を騙すこと、等々も禁じられている）。こうした断食はイスラム教の信仰の中でも最重要なもののひとつである。断食によって神が命じたことを行い、逆に禁止された全ての行いを遠ざけることでタクワ（神を意識すること）を増やす。断食を行うムスリムは多くの罪から助けられ、ジャハナム（地獄）から守られる、とされる。断食をすることによって、貧しくて食べるものもない人々の苦しみを感じることができ、そうした人々の気持ちに寄り添うことができるようになる。ラマダーン月になるとイスラーム教徒は皆、仕事を終えるとまっすぐ帰宅し、日没後に家族・親族が集い、一緒にイフタール（断食明けの食事）を仲良く楽しく食べる。それ故、ラマダーン月には街の料理店にはお客はまったくいなくなるという。ラマダーン月には世界中のイスラーム教徒はひとつになっていると実感し、信仰心が高まる。
（インドに多い）ヒンドゥー教徒は牛は聖なるものと考えており、牛肉は食べない（代わりに鶏肉などをよく食べる）。
西ヨーロッパでは中世までキリスト教のカトリックの影響が特に強く、キリスト教はユダヤ教やイスラームのような聖典を根拠にした食物関連の禁止事項は特にはなかった（キリスト教では現在でも、聖書を根拠に特定の食物を禁止するような規則は無い）。ただし、ある修道院で修道院長が禁欲的な生活を好み制定した厳格な規則があり、その修道院が影響力が（たまたま）強かったので、修道院の外の一般信徒の食習慣にまで影響を及ぼす面はあった。具体的には、530年ころにヌルシアの聖ベネディクトゥスによってベネディクト修道会が創始され、ベネディクトゥスは断食を好み、節度ある食事を修道士に求めて基本的に肉を食べない食事を採用した。ベネディクト会の規範が多くのキリスト教会派の基礎として広まった結果、14世紀の（西）ヨーロッパの国々では魚を食べることが一般的になった（その結果、西ヨーロッパで漁業が大産業となった）。当時は淡水魚が贅沢品で、日常的に食べられる海の魚のニシンとタラがヨーロッパ人の蛋白源となっていた。ニシンは脂が多く腐りやすいのであまり保存食にはされなかったが、タイセイヨウダラは脂が少なく淡泊な味の白身魚なので干物に向いており、しっかり塩漬けにし干物に加工されたタラは5年以上保存ができた。中世ではヨーロッパ各地で頭を落とした <<タラの干物>> が日常の食べ物になっており、ストックフィッシュ（保存魚）と呼ばれていた。15世紀にニシンとタラの干物の貿易がハンザ同盟に独占されてしまったため、イングランドの漁師は新たなタラの漁場を求めて、それまで漁をおこなっていた海域から遠く離れたアイスランド南部沖にまで出かけてタラをとるようになった（その結果、北の冬の荒れた海で漁をし、しばしば遭難することにもなった。）
その << タラの干物 >>は（上でも説明したが、しっかりと塩漬けしたうえで干物にすれば5年以上も保存できるほど保存性が良いわけなので）腐ることなく赤道を越えることのできる数少ない蛋白源であったので、大航海時代を支える食べ物となった（つまり逆の言い方をすると、西ヨーロッパ人にはたまたま　<< タラの干物 >>という食品がありそれを食べる食習慣を持っていたから、たとえ旅の途中でタンパク質を全然調達できない場合でも自分たちはタンパク質不足という切迫した状況に陥ることは無いと分かっていたから、長期の大航海に挑戦することができたわけである）。そうして大航海時代に突入すると、「地理上の発見」をしたり（つまり北米大陸・南米大陸を「発見」したり）北米・南米・アジア・アフリカなどに植民地を得たことで、北米・南米・アジア・アフリカなどの植物の種子や香辛料が西ヨーロッパにもたらされることになり、ヨーロッパの食文化はそれの影響も大いに受けた（たとえば南米原産のジャガイモやトマトなどの種子を持ち帰りヨーロッパの地で栽培するようになったことで、それらがヨーロッパの料理の（基本的な）食材として組み込まれてゆくことになった。たとえばスペイン人が持ち帰ったトマトはイタリア料理には欠かせない食材になっており、ジャガイモのほうはヨーロッパ全域で一般的な食材となり特にベルギーではフリッツ（フライドポテト）は主食扱いにまでなっている。）
こうして様々な食文化がある。航空機の国際線などでは様々な食文化の人が乗客となりうるので、ユダヤ教徒向け、イスラーム向け、ヒンドゥー教徒向けなど、典型的な人を想定していくつか機内食の献立が用意されていることも多く、予約時にそれを指定すればそれを食べられるようになっている。

## 中国の食文化
広大な国土をもつ中国では地方ごとに傾向が異なる。小麦やトウモロコシの生産の多い地方では、饅頭、餃子、小麦粉の麺などを主に食す。それに対してインディカ米の生産が多い南部では、米飯やビーフンなどを主食にしている。沿岸部では魚料理をよく食べる。
なお、中華料理のステレオタイプのイメージが中国の食文化の歴史を理解するうえで誤解の原因となりうることに注意が必要である。具体例を挙げるとすれば、フカヒレ料理の歴史はたかだか300年であるし、北京ダックの歴史はたかだか100年しかない。それ以前はそういうものは食べていなかった。
なお、中国では食べ物にまつわる宗教的な制約はないので、近年経済発展してきたのにともない、中国の人々は外国の味を抵抗なく受け入れている。たとえば食肉に関しても、世界各国のレストラン系列やマクドナルドのハンバーガー、ケンタッキーフライドチキン、吉野家の牛丼　等々等々が中国でも多数出店して、世界の多様な食文化が急速に浸透している。
食事内容の統計を見てみると、1985年を境にして米の量が減り始め、さらに近年では小麦の量も減ってきている。それに代わって、畜産物が特に増えてきている。それとともに供給熱量も、1985年に2,572kcalだったのが、2003年には2,872kcalにまで増えた。食生活が肉や油を多用する欧米の食文化に向かって変化してきていると言ってよい。USDAのデータで見ても中国の牛肉の消費量は1989年に101万5,000トンだったが、2008年には621万トンと、約6倍に伸びた。一人当たりの年間消費量で見ても0.9キログラム（1989年）→ 4.7キログラム（2008年）と約5倍となっている。

## 台湾の食文化
台湾の食文化は、日本や中国（中華民国）の統治下に置かれた歴史を持っていることから、両国の影響を受けている。
原住民・日本・中国大陸という多くの文化が融合しているのが台湾の文化の特徴であり、食文化もその傾向がある。
中華民国政府の上層部の人々の地元である江浙の料理が、台湾の食文化において「上品な料理」という位置づけになった。もともとは伝統的で庶民に人気の高い文化であった飲茶が、香港を経由して台湾に伝わったときに地位が上がり、上流階級と富裕階級だけの、「上流階級」のための「新しい料理」のシンボルとなった。飲茶や点心を食べることは、家族揃って食事をするという文化的習慣にも合った。さまざまな経緯を経て「台湾の香港風飲茶」は台湾固有のものとなっていった。
また、台湾の文化は仏教・道教・一貫道の影響も受けている。それらはどれも殺生を禁止しており、その結果、ベジタリアンやヴィーガンの人々が多く、台湾素食も知られている。

## 韓国の食文化
韓国の食文化の基本は、「五味五色」と言われる。「五味」は、辛・甘・酸・献(しよっばい)・苦のことで、「五色」は青・赤・黄・白・黒のこと。 
朝鮮半島南部の気候と地理的特性が韓国の食べ物を豊かにし、韓国食文化の特徴の一つである主食と副食を明確に分ける習慣を作り出した。
儒教が朝鮮民族の伝統を育んでおり、その食文化にも影響を与えている。
儒教は年長者や年配者を大切にすることを重視し、それを食事の場において言葉や動作でも表現する。乾杯のときには、年長者や目上の人の前では、グラスは（同じ高さに差し出すのではなく）目上の人よりも少し下げて合わせるものとされており、年長者からお酌をされた場合には両手で受ける。飲むときは年長者の視線を避け、年長者から見て横向きになって（少し身を縮めるようにして）目立たないように飲まなければならないとされている。
儒教は韓国の焼肉の文化も育んだ。ニンニクの多用に関しても、李盛雨（イソンウ 『韓国料理文化史』の著者）は、「我国（＝韓国）は、崇儒・廃仏主義であったため、仏教で教える「ニンニク食禁忌」を受け入れず、どんな抵抗感も無くニンニクを喜んで食べてきた」と述べた。

## 日本の食文化
日本においては、仏教僧侶の献立（特に精進料理）や、平安時代の貴族の酒宴における大饗料理、さらに大饗料理の系譜を受け継いで武士社会における酒宴において儀式的な料理となった本膳料理などが成立した。本膳料理は客個別の卓上に膳部が配膳される銘々膳で、一汁三菜のように「汁」と「菜」で構成され、後々の日本人の食文化に大きな影響を与えた。また、本膳料理を簡略化した袱紗料理も誕生した。その後、明治維新に伴う文明開化にともなって牛肉などを食べる食肉文化が流入。他にも、太平洋戦争中の食糧不足、連合国軍最高司令官総司令部の占領下の日本での食糧援助、高度経済成長などでも食文化が急速に変化した。